# Moarte (mitologie)
Moartea este un fenomen care a ridicat multe semne de întrebare tuturor civilizațiilor. Încă din cele mai vechi timpuri oamenii au încercat să afle ce se petrece după moarte.

## Moartea văzută în diferite mitologii și religii

### Egiptul Antic

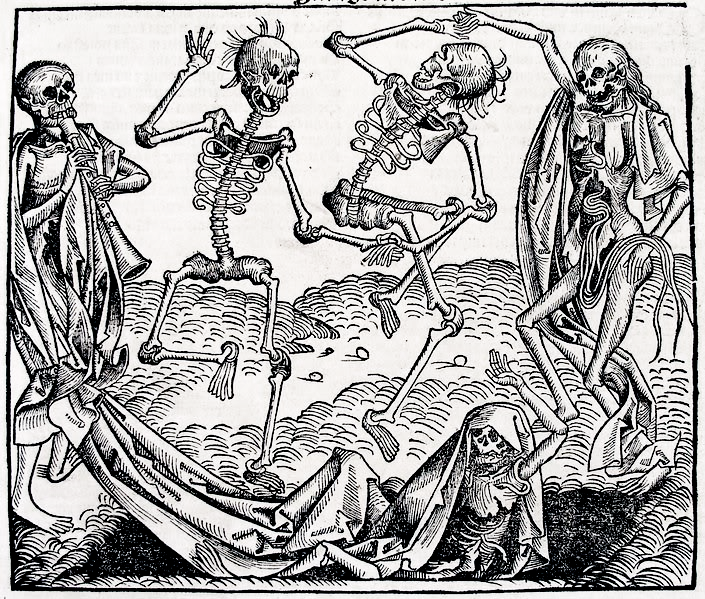
Un dans macabru reprezentat într-o gravură de Michael Wolgemut în Liber Chronicarum a lui Hartmann Schedel, ediția Nürnberg 1493

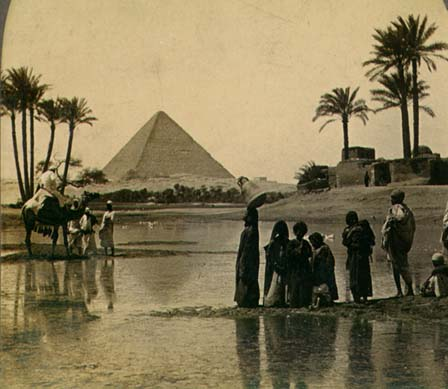
Marea Piramidă din Gizeh într-o fotografie din secolul al XIX-lea. Piramidele egiptene erau scările către cer, prin care faraonii aspirau la nemurire

În mitologia egipteană e recunoscută existența vieții după moarte, aceasta doar cu condiția reunirii după deces a celor trei elemente esențiale ale ființei umane: corpul, ba-ul (sufletul) și ka-ul (vitalitatea). Conform legendei, zeul cu cap de berbec Khnum modelează fiecare om înainte de naștere, pe roata lui de olar. El acordă fiecăruia trup, energie vitală (ka) și suflet (ba). Ba-ul și ka-ul sunt invizibile în timpul vieții, dar formează cu trupul un tot unitar. După moarte însă, sufletul (ba-ul) își ia zborul, având înfățișarea unei păsări cu cap de om. Vitalitatea (ka-ul) se materializează pe statuia mortului în două brațe ce se ridică deasupra capului, ca o scufie.
În condiții obișnuite, cadavrul unui mort se descompune. Dacă nu se întreprinde nimic împotrivă, omul nu va mai beneficia de o nouă viață după moarte, deoarece nu mai deține cele trei elemente esențiale ale ființei. De aceea, pentru a păstra trupul, egiptenii au dezvoltat tehnica îmbălsămării morților (tehnica mumificării), pe care, conform legendei, Anubis a folosit-o pentru prima oară pentru Osiris. Astfel, după moarte, regii, reginele, oamenii bogați, demnitarii aveau parte de îmbălsămare, singura metodă de a înfrunta moartea. Ei erau apoi înfășurați cu fâșii de pânză sub care se puneau amulete pe care erau scrise rugăciuni, formule magice, etc. Erau așezați în sarcofage de lemn sau din metale prețioase, cu sculpturi și picturi, iar împreună cu ei era îngropată și o parte din averea lor, pe care o vor duce pe tărâmul celălalt. Sarcofagele erau așezate în morminte specific egiptene, cum ar fi piramidele, simboluri ale perfecțiunii și ale înălțării înspre cer. De aceste piramide benficiau doar marii regi sau descendenți regali, cele mai mari construcții de acest tip fiind cele ale faraonilor Keops, Kefren și Mikerinos.
Conform mitologiei egiptene, mortul nu rămâne în mormântul său. Lui i se înfățișează zeița Isis sau zeul Anubis, care îl conduc înspre lumea morților. Mortul se urcă în barca lui Atum (Ra) și este dus la Osiris pentru a fi judecat. Zeița Maat este cea care păzește balanța sufletelor, în care este cântărită inima mortului. Pe un talger al balanței se punea inima mortului, iar pe celălalt era pusă pana fermecată a zeiței Maat, pană care nu mințea niciodată. Pentru vechii egipteni, inima era lăcașul inteligenței. Dacă inima era grea, însemna că ea era plină de păcate, și era înghițită de un monstru cu cap de crocodil, coamă de leu și corp de hipopotam. Astfel, pentru mort, nu mai putea exista viață eternă. Dacă însă balanța rămânea în echilibru, însemna că inima nu a păcătuit foarte mult, de aceea Osiris accepta să ofere viață veșnică mortului. Zeul Thot notează toate hotărârile acestui zeu pe tăblițele lui, după care mortul poate să trăiască veșnic alături de Osiris.

### Orientul Mijlociu
În Orientul Mijlociu exista credința că morții sunt încă vii, moartea însemnând doar o separare a sufletului de trup. Concepția aceasta nu este prezentă însă și în epopeea lui Ghilgameș, unde eroul principal plânge după moartea lui Enkidu, prietenul său. În mitologia persană, după moarte omul se divide în trup și suflet. Trupul este considerat după moarte impur, este văzut ca o parte materială a ființei umane, de care nu mai este nevoie după moarte. Vechii perși nu își îngropau morții și nici nu îi incinerau, deoarece pentru ei focul și pământul erau elemente sacre și nu trebuiau pângărite de trupul defunctului. De aceea, morții erau duși în așa-zisele "turnuri ale tăcerii". Soarta sufletului uman era hotărâtă de faptele făcute în timpul vieții. Oamenii răi sunt sfâșiați în întregime de demoni, conform profețiilor lui Zarathustra. Se spune că demonul Vizareșa se arată în zorii celei de-a treia nopți și duce sufletul legat al omului rău la demoni. Sufletele celor drepți sunt duse de Vohu Manah într-o lume lipsită de pericole, în Paradis, loc unde se ajunge numai prin trecera podului Chinvat, păzit de Rașnaw. Sufletul omului va ajunge astfel să trăiască alături de Ahura Mazda și de zeii Amesha Spentas, în Casa Cântecului.

### Religia islamică
În Coran se spune că "fiecare suflet va gusta moartea" și că fuga de moarte este inutilă. Musulmanii cred că moartea vine ca o amorțeală ("sakra"), pe care nu o poți învinge. Odată ce un om este mort și îngropat, perioada până la înviere i se va părea scurtă. Înaintea morții, este necesar ca o rudă sau un prieten să stea de veghe la creștetul muribundului și să îi repete: "Nu există alt zeu în afară de Allah", până când muribundul va începe să repete aceste cuvinte. Motivul acestui ritual este că, atunci când mortul este îngropat, va fi vizitat de doi mesageri ai lui Allah, cu chipuri înspăimântătoare, Nakir și Munkar, care îl vor întreba cine este zeul lui. Mortul va trebui să răspundă "Nu există alt zeu în afară de Allah" pentru a fi lăsat în pace până la înviere. Ca și la persani, moartea înseamnă o despărțire a sufletului de trup. Se spune că atunci când un om este pe moarte el îl vede pe Azrial, îngerul morții, care îi trage sufletul afară din trup, prin gură, fără greutate și fără durere, dat fiind că sufletul bun este pregătit pentru acest fenomen. Azrial va da sufletul omului altor doi îngeri albi, care îl vor duce în primul cer, cea mai joasă regiune a cerurilor. Sufletul va parcurge succesiv cele șapte ceruri, ajungând apoi alături de Allah.Înmormântarea în islam presupune respectarea unor reguli stabilite de juriștii musulmani.

### Religia budistă
Religia budistă susține faptul că omul este captiv unui ciclu infinit moarte-renaștere în funcție de karma acumulată în timpul vieții. Așadar, pentru budiști există mai multe vieți, iar moartea nu este decât o etapă de trecere între ele. Faptele bune sau rele săvârșite de ei într-o viață anterioară, constituie karma ce se oglindește în starea materială și virtuțile vieții actuale. Budiștii cred în reîncarnare, cred că trupul nu constituie decât vasul în care se dezvoltă sămânța sufletului. În filosofia indiană ciclul nesfârșit viață-moarte poartă numele "samsara".

### Dacii
Conform lui Herodot, părintele istoriei, geto-dacii se credeau nemuritori. Pentru ei moartea nu era decât o cale de a merge la zeul lor suprem Zamolxes, zeul subpământean al vegetației și al fertilității. De aceea, moartea unui dac însemna pentru ei un prilej de bucurie, o sărbătoare. Dacii practicau incinerația pentru morții lor. Peste mormintele nobililor tarabostes și ale căpeteniilor se ridicau uneori tumuli. Moartea era pentru daci și un mod de comunicare cu zeul lor. Ei sacrificau la fiecare cinci ani un tânăr geto-dac, după cum spune Herodot. Acesta avea rolul de a fi solul oamenilor către Zamolxes, lui încredințându-i-se înaintea ritualului de sacrificiu cererile, rugămințile, problemele celorlalți.

### Galii și celții
Nici locuitorii Galiei nu se temeau de moarte. Diodor din Sicilia spunea în lucrarea sa "Biblioteca Istorică": "Ei nu se feresc de moarte. S-a înrădăcinat la ei credința pe care o avea Pitagora despre nemurirea sufletului omenesc care, după un număr anumit de ani, ar intra într-un alt trup și ar începe o nouă viață." Ca și dacii, galii sacrificau bărbați când voiau să afle răspunsuri la întrebări privitoare la evenimente din viitor.  Îi înfigeau sabia în piept, deasupra diafragmei, celui destinat sacrificiului și prefigurau ce se va întâmpla în viitor după modul în care cădea victima.   
Druizii aveau, de asemenea, o doctrină complexă în ceea ce privește nemurirea, având o morală și o viziune generală aparte despre lume. Având o mitologie bogată, practicau  rituri și ritualuri funerare adecvate. Ei considerau că moartea nu este decât o strămutare temporară și că viața continuă prin intermediul reîncarnărilor. Celții credeau, la fel ca galii, în reîncarnare. Ei considerau că din fiecare viață trăită de un om se învață câte ceva, iar în urma unei succesiuni de vieți, sufletul atinge cunoașterea supremă și se întoarce la divinitate. În timpul morții, sufletele iși petrec timpul aprofundând lecțiile învățate în propriile lor vieți și așteaptă o următoare viață în care să învețe lucruri noi. Celții aveau chiar o zi de sărbătoare în care comemorau morții. Ea avea loc la data de 1 noiembrie, prima zi a anului celtic și îi era dedicată lui Samhain, zeul morților. Se credea că, în acea zi, sufletele celor morți se întorc printre cei vii, odată cu venirea serii. Ritualurile celtice de atunci includeau costumarea participanților și sacrificarea animalelor prin ardere. Din această sărbătoare a evoluat mai târziu Halloween-ul.

### Popoarele germanice și scandinave
În mitologia nordică, moartea era văzută ca un eveniment tragic, prin care omul se desparte pentru totdeauna de Midgard, lumea celor vii. Zeii nordici, spre deosebire de zeii altor mitologii nu erau nemuritori, ci își câștigau această atribuție mâncând merele fermecate ale Idunnei. Aceste mere le ofereau tinerețe veșnică, dar nu îi făceau invincibili. Lumea morților nu era unitară pentru nordici așa cum era la daci sau la celți. Exista un tărâm în ceruri, un loc edenic pentru cei care mureau vitejește în lupte, de aceea nordicii urmăreau să aibă o moarte eroică. Acest loc se numea Valhalla, iar morții erau escortați până aici de  walkirii. Un alt tărâm era condus de zeița Hel, se numea Helheim și era destinat celor răpuși de boală sau de bătrânețe. Mai exista un tărâm pentru cei înecați, era guvernat de zeița Ran și se afla pe fundul oceanului.

### Grecii antici
Dacă în multe culturi și mitologii găsim o divizare a lumii în două, Paradis și Iad, în mitologia greacă, tărâmul morților este unul singur, condus de zeul Hades. Era un tărâm subpământean străbătut de cinci râuri: Acheron, râul tristeții, Cocytus, râul lamentării, Lethe, râul uitării, Phlegethon, râul focului și Styx, râul urii. Grecii aveau așadar o percepție pesimistă asupra morții. În unele legende tărâmul morților se divide și apar structuri separate ca Tartarul, tărâmul damnaților și Câmpiile Elizee, tărâmul eroilor. Lumea morților era bine delimitată de lumea celor vii, pătrunderea unui om viu pe tărâmul lui Hades fiind aproape imposibilă. Acest lucru s-a realizat însă, de câteva ori prin intermediul lui Heracles, dar și al lui Orfeu. Lumea morților era despărțită de cealaltă lume prin râul Styx, legătura fiind făcută printr-o barcă condusă de Charon. Grecii îngropau câteva monede împreună cu defunctul pentru a avea cu ce să îl plătească pe Charon, altfel mortul rămânea un an întreg pe mal, între viață și moarte. Câinele cu trei capete, Cerber, eriniile, spirite feminine ale răzbunării, kerele, entități ale morții și ale distrugerii apărau ținutul morților de intruși. Zeul grec al morții era Thanatos, fratele lui Hipnos, zeul somnului și apărea deseori înaripat. El aparținea generației preolimpiene și nu ținea seama de puterile celorlalți zei, ci îndeplinea totul după bunul său plac.
Literatura grecilor antici nu oferă o imagine unitară a lumii de apoi. Deși ideea existenței sufletului sau a unei individualități de după moarte era străină credințelor grecilor, mișcări influențate de traci, egipteni sau orientali cum au fost orfismul, pitagorismul și cultul zeităților Demetra și Dionis s-au bazat pe aceste concepții, necunoscute de pildă lui Homer. Astfel, în cel de-al XI-lea cânt al Odiseei, sufletele morților invocate de Odiseu nu au o conștiință proprie, ci își dobândesc o anumită individualitate doar prin sângele animalelor sacrificate și prin interpretările lui Teiresias. Pe de altă parte, Eschil în Choeforele sau Sofocle în Electra presupun că sufletele celor morți pot fi îmbunate prin sacrificii, respectiv pedepsite de batjocura exercitată de cei vii.  Și sufletul lui Darius în Perșii lui Eschil pare a duce o nouă existență după moarte, căci află de înfrângerea oștirilor lui Xerxes. Presocraticul Empedocle a susținut chiar o teorie a metempsihozei (fragmentele 115, 117, 146-7 în: Hermann Diels/Walther Kranz (îngrijitori de ediție): Die Fragmente der Vorsokratiker, vol. I, Berlin 1951).   

#### Teoria lui Platon despre moarte
Filosoful grec Platon susținea, probabil influențat de orfism, că sufletul deține imortalitate. Drept pedeapsă pentru nelegiuirea primordială, sufletul este închis în corp ca într-un mormânt. Astfel, existența întrupată, ceea ce noi numim viață, însemna pentru Platon, moarte. Moartea era începutul vieții adevărate, dar aceasta nu avea loc decât după judecarea greșelilor săvârșite înaintea părăsirii corpului. După o perioadă de timp sufletul se reîncarnează. La fel ca în scrierea indiană "Upanișade", se susține astfel că sufletul este indestructibil, dar este condamnat să treacă mai multe etape până la o eliberare finală.

### Etruscii
În mitologia etruscă, viața omenească se desfășoară în douăsprezece homeomade; după cea de-a douăsprezecea, oamenii își părăsesc propriul spirit, iar zeii nu le mai trimit nici un semn. Credințele etrusce despre moarte nu au fost încă pe deplin clarificate. Din secolul al IV-lea, picturile tombale înfățișează un Infern inspirat din mitologia greacă, dar destul de diferit față de acesta. Mortul călătorește pe lumea cealaltă pe un cal sau într-un car și este primit de un grup de bărbați, probabil strămoși ai lui. Aita, zeu identificat cu Hades și Phersipnai, zeiță asemănătoare Persephonei, prezidează un ospăț în cinstea mortului. Alte picturi etrusce înfățișează o întreagă demonologie, diferită de cea greacă. Etruscii au un personaj numit Charon, la fel ca grecii, dar care are o înfățișare originală. El are urechile asemeni unui cal, nas încovoiat de pasăre prădătoare, dinți și buze înfiorătoare, gata să sfâșie victimele. El ucide oamenii și îi conduce în Infern. Cu toate acestea, lumea morților la etrusci este bogată în plăceri.

### Slavii
Slavii antici, păgâni, credeau că lumea lor era un copac uriaș, crengile reprezentând Paradisul, lumea zeilor, iar rădăcinile erau lumea morților. În timp ce zeul Perun guverna sub forma unui șoim lumea divină, zeul Veles, înfățișat ca un șarpe, se încolăcea în jurul rădăcinilor, păzind lumea celor morți. Pentru slavi, acest tărâm nu era unul respingător, ci dimpotrivă era pitoresc și armonios, după cum reiese din basmele slavone. Era un tărâm format din coline verzi unde trăiau multe creaturi fabuloase și unde sufletele celor morți păzeau turmele de vite ale lui Veles. În unele legende lumea cealaltă era imaginată undeva peste ocean, iar acolo se credea că migrau păsările iarna. În acest caz, această lume se numea Virey sau Iriy. În fiecare an, zeul vegetației, Jarilo își petrecea iarna acolo, întorcându-se primăvara. Uneori Veles trimitea pe pământ spirite ale morților ca mesageri. Festivalele în onoarea lui erau ținute iarna, la sfârșitul anului și se numeau "Velja noc", adică "Marea Noapte". Tineri numiți "koledari" sau "vucari" se costumau în acele zile cu haine lungi din lână de oaie și purtau măști grotești, apoi colindau prin sate în grupuri scoțând sunete ciudate.

### Aztecii

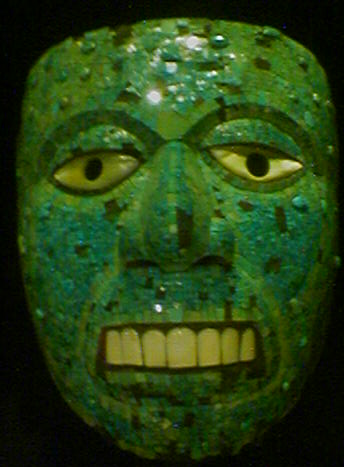
Mască aztecă de jad, cu care era acoperită fața mortului, pentru a nu permite sufletului să iasă prin gură.

În mitologia aztecă, moartea, violența și sacrificiul uman sunt acceptate, recunoscute și necesare cererii divinităților. Moartea face parte din spiritualitatea poporului aztec, ea este inclusă în zodiac, alături de celelalte semne zodiacale. La azteci, ceremoniile de înmormântare sunt legate de credințe ancestrale, fiind deosebit de complexe și fastuoase. Ordonarea „vieții de dincolo” se făcea respectându-se, în primul rând, categoria socială și condiția materială a defunctului. Războinicii, bărbații morți în lupte sau războaie sau cei sacrificați în cadrul ceremoniilor religioase erau considerați privilegiați. Și bătrânii care făcuseră parte din organizația care rezolva treburile obștești aveau parte de înmormântări fastuoase. Riturile funerare cuprindeau și practica de a pune în mormânt obiecte de uz personal, pentru a-i folosi celui plecat într-o altă lume. Cei care mureau înecați și femeile care mureau în urma nașterii erau înhumați. Incinerarea era mai răspândită și efectuată cu mult fast. În funcție de condiția socială, defunctul era îmbrăcat cu veșminte bogat împodobite. Persoana decedată era așezată în poziție ghemuită, iar pe față i se punea o mască antropomorfă din jad sau piatră, pentru ca sufletul să nu iasă prin gura mortului. Cei bătrâni care făceau parte din comunitate supravegheau arderea, iar cenușa era adunată într-o urnă și îngropată în casa defunctului. Urnele cu rămășițele pământești ale persoanelor importante erau depuse în temple. Aztecii cunoșteau și o metodă de îmbălsămare și de mumificare.

### Mitologia românească
Creștinarea timpurie în epoca de formare a poporului român a împiedicat formarea unei mitologii unitare, aceste credințe străvechi transformandu-se în superstiții de obicei asociate răului, sau personajele lor devin sfinți, în unele cazuri.
În mitologia românească, viața omului parcurge trei etape importante: nașterea, nunta și înmormântarea (moartea). După moarte, sufletul se desparte de trup, se integrează cosmosului și se unește cu natura, formând cu aceasta un întreg. Această idee pornește de la niște concepții păgâne străvechi, care probabil își au originea în mitologia traco-dacă. Astfel viața de după moarte nu este decât o continuare a celei terestre, sufletul omului fiind aproape de spațiul în care a viețuit, idee dezvoltată și în balada "Miorița". Cu toate că moartea nu reprezintă un sfârșit al sufletului, al ființei, ci o continuare sub alte forme a existenței acestuia, moartea este văzută ca un eveniment tragic. Omul se desparte de ceea ce îi era familiar, devine altceva, nu mai este alături de cei dragi. Moartea este acceptată în concepția românească ca o condiție umană de care nimeni nu poate scăpa. Tragismul morții este amplificat dacă viața mortului nu a parcurs a doua etapă a vieții, nunta, ca în cazul morții tinerilor "nelumiți", adică necăsătoriți. Aceștia nu și-au încheiat ciclul vieții, deci nu își vor regăsi liniștea veșnică după moarte, ci se vor chinui sub forma unor strigoi. La fel se întâmplă și cu pruncii care mor de mici sau imediat după naștere și devin moroi pentru a-și bântui mamele. În cazul tinerilor nelumiți există un ceremonial în timpul înmormântării, în care se celebrează nunta cu natura și cu moartea, în încercarea de a conferi liniște veșnică mortului. Iată ce spune Dimitrie Cantemir în a sa Descriptio Moldaviæ cu privire la credința românilor despre moarte: „aproape tot norodul de rând crede că fiecărui om Dumnezeu îi hotărăște ziua morții; iar înaintea acesteia nimeni nu poate să moară sau să piară în război...” De aceea, de cele mai multe ori, oștenii se vârau în primejdii nebunește, convinși fiind că nu vor muri. Aceeași credință se întâlnește și la popoarele scandinave: divinitatea supremă a fixat de la început linia vieții fiecărui om. Chiar de s-ar ascunde în gaură de șarpe, acela nu ar câștiga nici o clipă în plus. Soarta fiind fixă, frica nu aduce nici un fel de câștig personal.

### Religia creștină

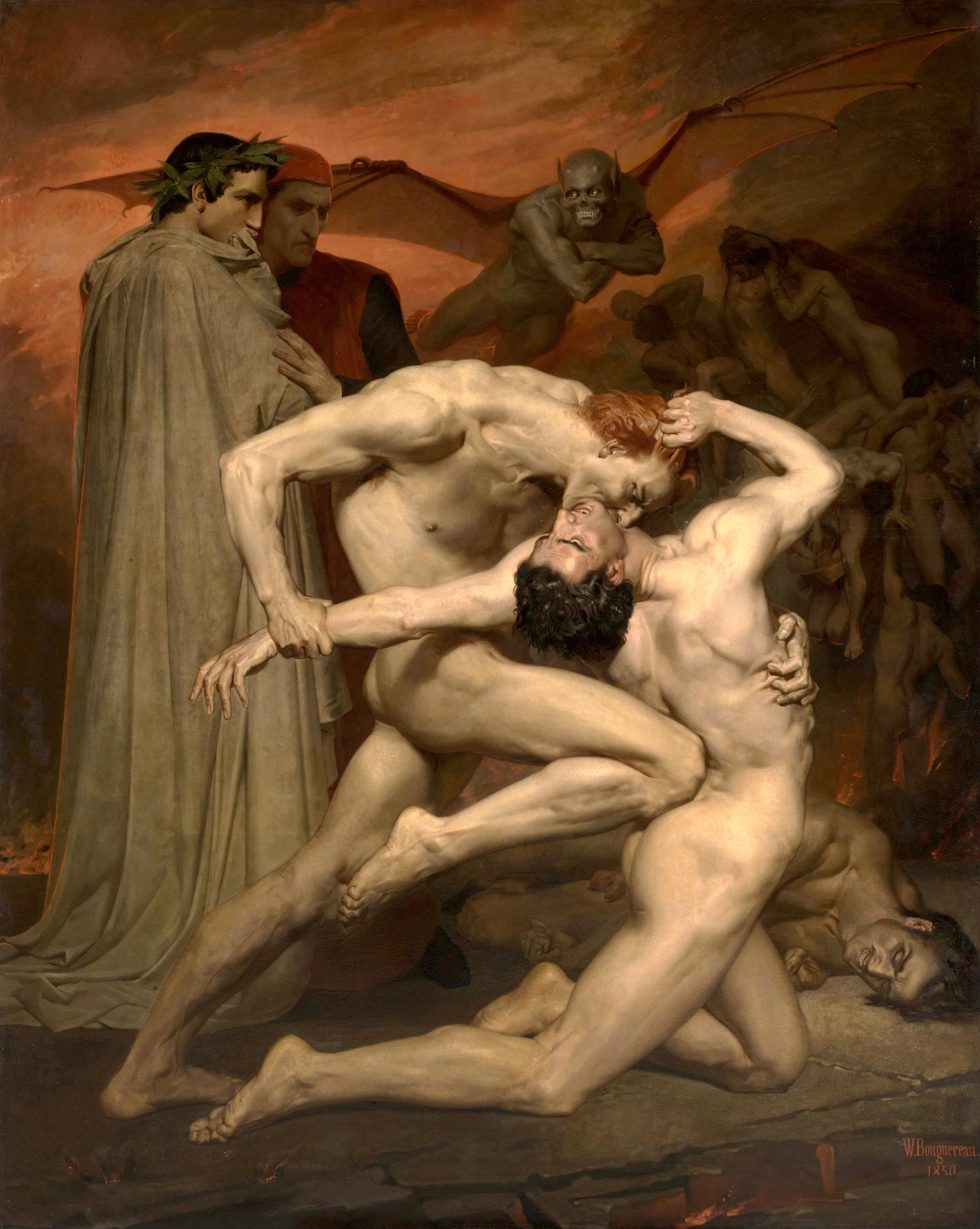
Dante și Virgiliu în Iad; pictură de William-Adolphe Bouguereau (1825-1905). Iadul este locul unde oamenii suferă după moarte pentru păcatele săvârșite în timpul vieții

În tradiția biblică, primul om, Adam, era la început nemuritor, dar a primit moartea drept pedeapsă de la Dumnezeu pentru că a căzut în ispită, gustând din fructul oprit. Adam a trebuit să se întoarcă în pământ, adică în materia din care a fost creat ("Pământ ești și în pământ te vei întoarce" -- Facerea 3:19). Moartea nu era considerată în Vechiul Testament un sfârșit, ci exista posibilitatea invierii, și era asociată cu "somnul" (Iov—3:13), ceea ce implica o trezire la Judecata de Apoi. În Noul Testament nu apare o nouă filosofie despre moarte. Aici se menționează clar că sufletul(omul)poate fi nemuritor, mesajul Noului Testament fiind că Iisus Hristos a învins moartea. Prin stăpânirea morții, diavolul avea pe toți oamenii în puterea sa, însă Iisus, jertfindu-se pentru muritori, i-a eliberat. În Biblie se spune că "cei care cred în Fiul lui Dumnezeu nu vor muri, ci vor avea viață veșnică" (Ioan 3:16). În religia creștină există doar două destinații finale pentru oameni după moarte: prima Raiul, (Paradisul sau Edenul), unde merg la inviere doar cei drepți, răscumpărați fiind prin sângele lui Iisus Hristos și a doua, moartea definitivă, fără speranța învierii. Unele culte cred în existența Iadului (Infernului), unde merg păcătoșii pentru chinuri veșnice. Soarta omului este stabilită după judecata făcută de Fiul, după faptele de fidelitate creștină pe care le-a făcut omul când era în viață. La catolici există și Purgatoriul, un loc diferit de Rai și Iad, unde oamenii se pot purifica și își pot ispăși micile păcate după moarte. Nu există o unanimitate universală în ceea ce presupune credința creștină, datorită influențelor credințelor locale cu rădăcini precreștine.

### Experiențele morții clinice
Moartea clinică este un fenomen care apare la un pacient grav rănit și constă în oprirea temporară a contracțiilor inimii și a respirației. Oamenii care au trecut prin această etapă, apoi au revenit la viață, datorită reluării activității organelor vitale, au trăit o experiență uluitoare, iar relatările lor despre moarte sunt asemănătoare cu cele descrise în "Cartea tibetană a morților". În 1975, Raymond Moody publică cartea LIFE AFTER LIFE (Viața după viață) despre experiențele a sute de oameni ce au trecut prin moarte clinică, aceasta din punct de vedere medical nefiind considerată moarte propriu-zisă. Primul stadiu pe care îl parcurg și și-l amintesc aceste persoane este asemănător cu cel de părăsire a corpului, este sentimentul unei plutiri în afara trupului. Omul vede adesea scene, evenimente întâmplări din viața personală, dar dintr-o perspectivă diferită, ca și cum nu ar fi decât un simplu spectator. Senzația aceasta este însoțită de o stare deplină de liniște și calm. Acest prim stadiu pe care mulți dintre cei care cred în posibilitatea vieții după moarte îl citează ca un argument în sprijinul tezei lor, s-a demonstrat în ultimii ani ca având cauze naturale; astfel de stări au fost obținute în laborator, fără ca măcar să fie nevoie de o aparatură sofisticată, așa cum ne indică unele ecouri din massmedia, ca acesta: Doctors create out-of-body sensations  Wednesday, 18 September, 2002
După starea de percepție extracorporală, unora dintre cei care trec prin moarte clinică și care declară că au avut în această perioadă anumite experiențe remarcabile, li se pare că trec printr-un tunel întunecat și simt ceva ca o adiere de vânt. Psihologul american Susan Blackmore opinează că tunelul de lumină se datorează unei creșteri temporare a activității cortextului vizual (acea parte a scoarței cerebrale care se ocupă cu interpretarea percepțiilor vizuale), în codițiile în care lipsa de oxigen reduce inhibiția fiziologică operată de unele celule asupra altora. Această activitate mai ridicată decât cea normală a celulelor din cortexul vizual, produce efectul de tunel luminos, așa cum s-a arătat în simulări, și așa cum se produce și în alte situații în afară de aceea a hipoxiei, și asta din cauză că cele mai multe celule sunt responsabile de zona centrală a câmpului vizual.
La capătul tunelului, persoana respectivă vede figuri cunoscute ale prietenilor, ale rudelor, etc. De asemenea, în unele cazuri persoana vede o figură strălucitoare, care este o parte importantă din credința religioasă a ei. Apare apoi senzația că vede grădini, flori, râuri, insule, lumini, după care individul își urmărește filmul vieții, ce prezintă în special ocaziile pierdute de a face un bine sau de a ajuta.
Este interesant de remarcat aici că există o oarecare interdependență între aceste declarații ale celor care au trăit o experiență de moarte clinică și mediul cultural și religios din care aceștia provin. Mai mult chiar, se constată că detaliile declarațiilor variază într-o cultură dată chiar, de la o epocă la alta. Astfel, putem din păcate concluziona că avem de-a face cu descrieri influențate de credințele celor care trăiesc astfel de experiențe. Această condiționare culturală și chiar temporală, care face ca într-o arie dominată de o anumită mitologie în ce privește moartea să existe descrieri înrudite, și ca într-o aceeași cultură descrierile să varieze pe măsura ce realitatea tehnico-științifică a societății din care provine individul evoluează, nu poate fi explicată decât prin ideile preconcepute pe care indivizii le au în legătura cu moartea. Astfel, relatările din aria mitologiei iudeo-creștine, aveau relatări ce descriau imagini fixe acum unul sau două secole, în timp ce aceste relatări descriu azi în aceeași arie culturală adevărate "filmulețe". (Vezi explicațiile lui Douwe Draaisma de la Universitatea din Groningen, în articolul " How it feels to die " , al lui Mark Pilkington în The Guardian, din data de Joi 25 martie 2004 .
Persoana în cauză simte că nu mai există spațiu și timp, iar la întoarcerea la viață are un puternic sentiment de dezamăgire și autoreproș. Cu toate că aceste relatări par fabuloase, știința a reușit să explice o parte din ele. Datorită faptului că în momentul morții, corpul suferă modificări fizice și chimice ca scăderea tensiunii arteriale și micșorarea cantității de oxigen care ajunge la creier, celulele nervoase ale creierului încetează să mai funcționeze. Centrul văzului este primul afectat, iar imaginile sunt percepute tot mai greu. Aceasta duce la senzația perceperii unei lumini strălucitoare înconjurată de întuneric, percepție care apare în memorie sub forma unui tunel.

Toate cazurile relatate în cartea "Viață după viață" scrisă de Raymond Moody  caută să arate posibilitatea existenței vieții de dincolo și nu certitudinea ei, după cum recunoaște însuși autorul:
„Iată-mă, așadar, oferind nu „concluzii”, „demonstrații”, sau „dovezi”, ci doar un bagaj mai puțin definit: impresii, întrebări, analogii, fapte tulburătoare în căutarea unei explicații...În ochii tuturor acestor oameni, experiența lor în vecinătatea morții era îmcărcată de evenimente foarte reale; de-a lungul contactelor pe care le-am avut cu ei, aceste evenimente au devenit reale și pentru mine... Eu cred că până și cea mai mică rază de lumină proiectată asupra morții, nu poate fi decât benefică pentru cunoașterea acestui fenomen.”

### Fantome, strigoi și stafii în epoca contemporană
Fantomele, strigoii și stafiile sunt creaturi fictive, a căror existență nu este dovedită. Ele nu au corp și se crede că sunt de fapt suflete ale oamenilor care au rămas, după moarte, pe Pământ. Acest lucru s-a întâmplat ori datorită unei morți brutale și a setei de răzbunare, ori din cauză că nu au beneficiat de un ceremonial de înmormântare, deci nu li s-a conferit odihna veșnică. Aceste creaturi datează de mult timp în istorie. În multe mitologii ele erau văzute drept creaturi malefice, răzbunătoare, cu intenții ticăloase. În mitologia japoneză, strigoii sunt violenți, capabili de răzbunări fizice teribile asupra dușmanilor care au mai supraviețuit. Uneori, aceste creaturi nu sunt decât niște suflete pașnice, tăcute, docile, care pot fi uneori văzute. Poveștile cu case bântuite de fantome sunt elemente de bază în istoria acestor ființe supralumești. Se spune că în Marea Britanie, în special în Scoția, există cele mai multe locuințe bântuite, care atrag implicit mulți turiști. În prezent, Societatea Britanică și Americană pentru Cercetări Metapsihice investighează și clasifică o mulțime de cazuri în care se zice că ar fi prezente fantome, încercând totodată să dea explicații logice și științifice acestor întâmplări. O teorie elaborată pentru a explica unele cazuri de apariții de fantome este cea care susține că evenimentele dramatice cauzate de moartea unei persoane dragi, pot influența sensibilitatea și emoțiile unei persoane făcând-o astfel să creadă că vede aceste ființe paranormale. Dacă existența fantomelor, a strigoilor și a stafiilor ar fi dovedită, atunci s-ar putea afla și răspunsul la întrebarea privind viața de după moarte.

## Legende despre moarte

### Biruința asupra morții și nemurirea
În mitologie nemurirea însemna perfecțiune și invincibilitate, însușiri de care oamenii nu aveau parte, ci doar zeii. Cu toate acestea, omul va aspira mereu spre nemurire, după cum se relatează în multe dintre legendele diferitelor mitologii.
- Basmul "Tinerețe fără bătrânețe și viață fără de moarte" aparține mitologiei românești, aspirația spre nemurire și spre tinerețe veșnică constituind tema majoră a acestei opere literare. Eroul principal al basmului era predestinat de la începutul vieții să atingă pragul nemuririi, deoarece el nu acceptă să se nască decât atunci când tatăl său îi promite tinerețe fără bătrânețe și viață fără de moarte. Făt-Frumos pornește într-un lung și istovitor drum către nemurire, pe care, în urma depășirii a numeroase obstacole, o găsește pe un tărâm fermecat, guvernat de trei zâne. Fiind doar un om pământean, el are slăbiciuni, face greșeli și nu ascultă sfatul zânelor de a nu pleca în Valea Plângerii. Această faptă conduce la pierderea nemuririi, dovedindu-se astfel că omul nu merită această atribuție. Este interesant de observat discuția dintre Făt-Frumos și Moartea personificată, din finalul basmului. Moartea îi spune eroului "Bine ai venit, că, de mai întârziai, și eu mă prăpădeam!" ceea ce sugerează altă temă a basmului, că totul este efemer, nimic nu durează veșnic, că până și moartea are un sfârșit. Sunt strecurate, așadar, în această operă populară și cugetări ale poporului român în legătură cu viața și moartea.
- În mitologia mesopotamică, Epopeea lui Ghilgameș reprezintă o altă legendă, în care idealul este echivalent cu nemurirea. După moartea prietenului său Enkidu, Ghilgameș este cuprins de spaima morții și vrea să devină nemuritor. În drumul său pentru găsirea buruienii nemuririi, Ghilgameș trece peste apa morților, o apă miraculoasă care ar fi ucis pe oricine ar fi atins. Astfel, eroul principal al epopeii înfrânge moartea însăși, dar speranța nemuririi este spulberată când buruienile fermecate sunt înghițite de un șarpe. Prin aceasta, i se dovedește lui Ghilgameș că zeii sunt potrivnici ideii că oamenii ar putea fi nemuritori.
- Și în mitologia greacă, există o legendă privitoare la aspirația spre nemurire și invincibilitate. Thetys,zeița mării, cu mari riscuri, încearcă să îi confere nemurire și fiului ei muritor, Ahile, scăldându-l în valurile râului Styx, situat pe tărâmul morților al zeului Hades, râu pe care nu îl puteau atinge cei vii. Ca de obicei, soarta și zeii se opun acestui fapt. O frunză lipită pe călcâi face ca acea zonă să nu fie udată de apa Styxului, să rămână vulnerabilă, ceea ce va duce la moartea eroului, mai târziu, când va fi străpuns de o lance exact în călcâi. De aici și expresia "călcâiul lui Ahile", însemnând o zonă vulnerabilă.

La grecii antici exista totuși o modalitate de a atinge nemurirea, dar sub alte forme, iar acest privilegiu nu era acordat decât marilor eroi, care erau transformați în stele pe cer după ce mureau vitejește în luptă. De exemplu, după moarte, Perseu și Andromeda devin constelații, la fel și Orion, singura iubire a zeiței Artemis. Aceeași soartă o au și Castor și Pollux, ce devin stele, formând constelația Gemenilor.
- Un episod asemănător celui al zeiței  Thetys cu Ahile există și în mitologia nordică. Zeița Frigg, conștientă de sfârșitul tragic pe care îl va avea fiul ei Baldur, cere tuturor forțelor naturii și obiectelor să îl protejeze pe zeu, să nu îi facă rău. Ea obține jurământul lor, câștigând astfel nemurirea fiului ei și invincibilitatea lui. Însă ea omite vâscul, pe care îl consideră neînsemnat, dar care va provoca, peste un timp, moartea lui Baldur.

## Personificări ale morții

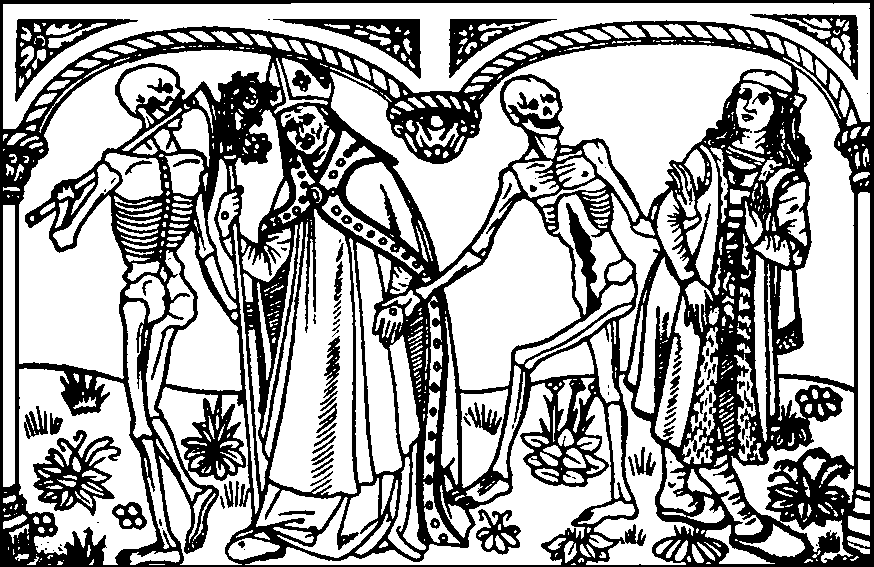
Dans macabru, Guyot Marchant, 1486.

Der Tod und die Wollust

Deseori moartea este înfățișată în picturi și filme ca o ființă înveșmântată cu o pelerină neagră, ținând în mână o coasă cu care retează viața oamenilor. În engleză această creatură poartă numele de "death reaper" adică "spintecătorul morții". În epoca medievală, în timpul ciumei negre s-a dezvoltat reprezentarea morții ca un schelet sau mai multe schelete, ce dansează. Această alegorie se numește în artă "dans macabru". O altă personificare a morții este psihopompul (din greacă, "psuchopompos", însemnând "ghidul sufletelor"). Acesta este termenul general pentru îngerul, demonul sau spiritul ce conduce sufletul omului pe tărâmul morților, idee ce apare în multe mitologii și religii. În Mexic, moartea este personificată devenind un sfânt, Santa Muerte, cărora unii oameni i se închină, cerându-i protecție, deși Biserica Catolică nu este de acord cu existența lui.  

### Zeii morții
- Ankou -- mitologie bretonă
- Anubis -- mitologie egipteană
- Arawn -- mitologie celtică
- Asto Vidatu -- mitologie persană
- Charon --  mitologie greacă și mitologie romană
- Eita -- mitologie etruscă
- Hades -- mitologie greacă
- Mictlantecuhtli -- mitologie aztecă
- Mors -- mitologie romană
- Odin -- mitologie nordică
- Osiris -- mitologie egipteană
- Pluto -- mitologie romană
- Samhain -- mitologie celtică
- Shinigami -- mitologie japoneză
- Thanatos -- mitologie greacă
- Veles -- mitologie rusă
- Yama -- hinduism
- Yan Luo -- mitologie chineză
- Zamolxis -- mitologie traco-dacă

### Zeițele morții
- Badb -- mitologie celtică
- Hel -- mitologie nordică
- Morrigan -- mitologie celtică
- Phersipnai -- mitologie etruscă
- Ran -- mitologie nordică

### Vestitorii morții
În mitologie, există ființe fabuloase și uneori înspăimântătoare care vestesc venirea ceasului morții. De obicei, în multe superstiții, păsările strigiforme cum ar fi bufnițele și cucuvelele sunt considerate a fi vestitoare de acest tip. În mitologia irlandeză, există niște zâne înspăimântătoare la chip numite "banshee" care se arată înainte să moară cineva. Uneori moartea este vestită prin vise, premoniții sau viziuni. În "Miorița", elementul premonitoriu este oaia năzdrăvană.